# Ла-Буас
Ла-Буа́с (фр. La Boisse) — коммуна во Франции, находится в регионе Рона — Альпы. Департамент — Эн. Входит в состав кантона Монлюэль. Округ коммуны — Бурк-ан-Брес.
Код INSEE коммуны — 01049.

## География
Коммуна расположена приблизительно в 400 км к юго-востоку от Парижа, в 18 км северо-восточнее Лиона, в 45 км к югу от Бурк-ан-Бреса.
По территории коммуны протекает река Серен.

## Климат
Климат полуконтинентальный с холодной зимой и тёплым летом. Дожди бывают нечасто, в основном летом.

## Население
Население коммуны на 2010 год составляло 2928 человек.
| 1962 | 1968 | 1975 | 1982 | 1990 | 1999 | 2010 |
| ---- | ---- | ---- | ---- | ---- | ---- | ---- |
| 1202 | 1457 | 1751 | 1959 | 2419 | 2704 | 2928 |

## Администрация
| Период | Период | Фамилия       | Партия        | Примечания |
| ------ | ------ | ------------- | ------------- | ---------- |
| 1945   | 1995   | Марсель Вьено |               |            |
| 1995   | 2001   | Марк Плантье  |               |            |
| 2001   | 2020   | Франсуа Дрог  | Разные правые |            |

## Экономика
В 2010 году среди 1841 человека трудоспособного возраста (15—64 лет) 1408 были экономически активными, 433 — неактивными (показатель активности — 76,5 %, в 1999 году было 68,8 %). Из 1408 активных жителей работали 1308 человек (694 мужчины и 614 женщин), безработных было 100 (49 мужчин и 51 женщина). Среди 433 неактивных 177 человек были учениками или студентами, 147 — пенсионерами, 109 были неактивными по другим причинам.

## Фотогалерея

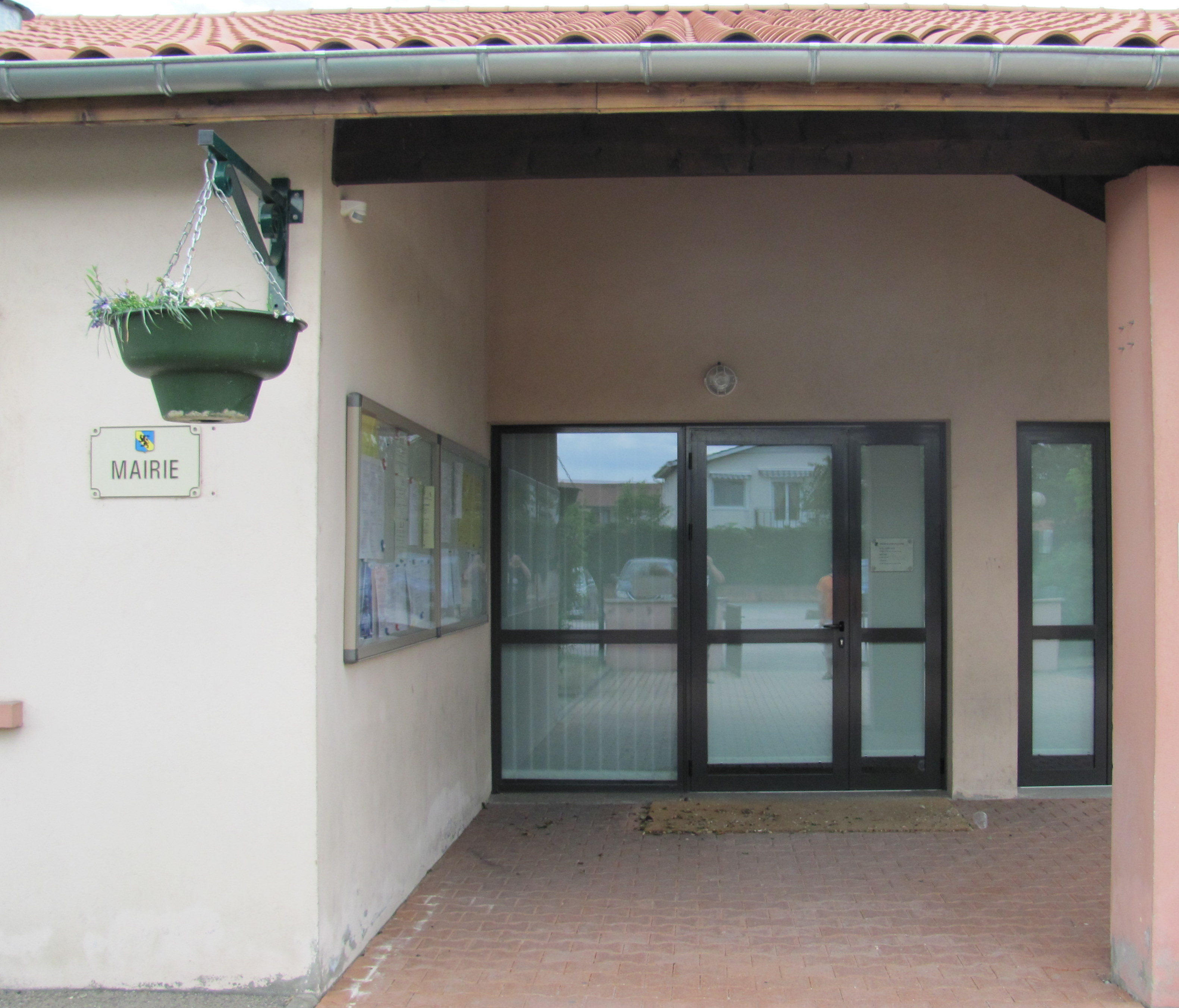
Мэрия
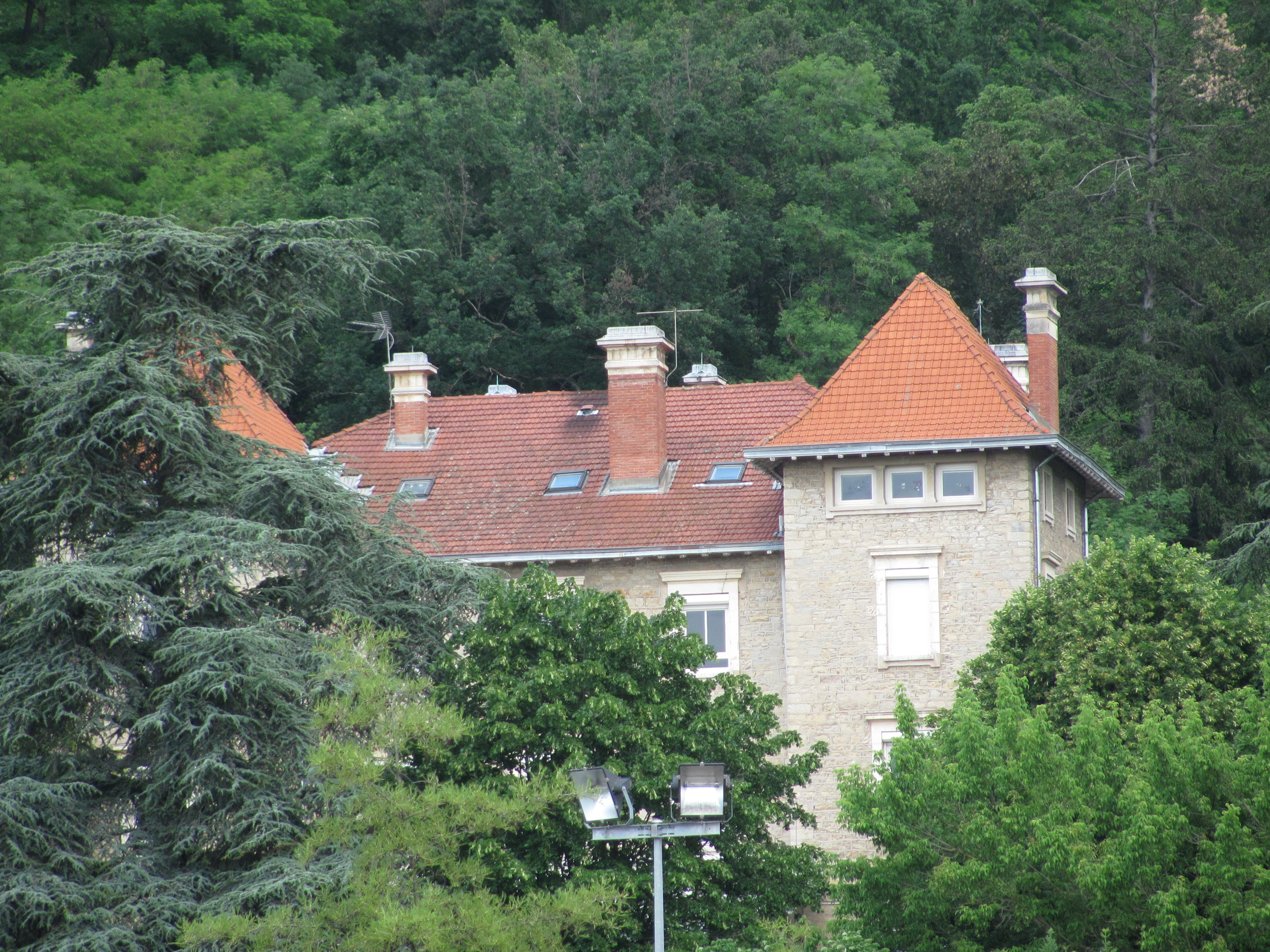
Замок Гран-Кассе
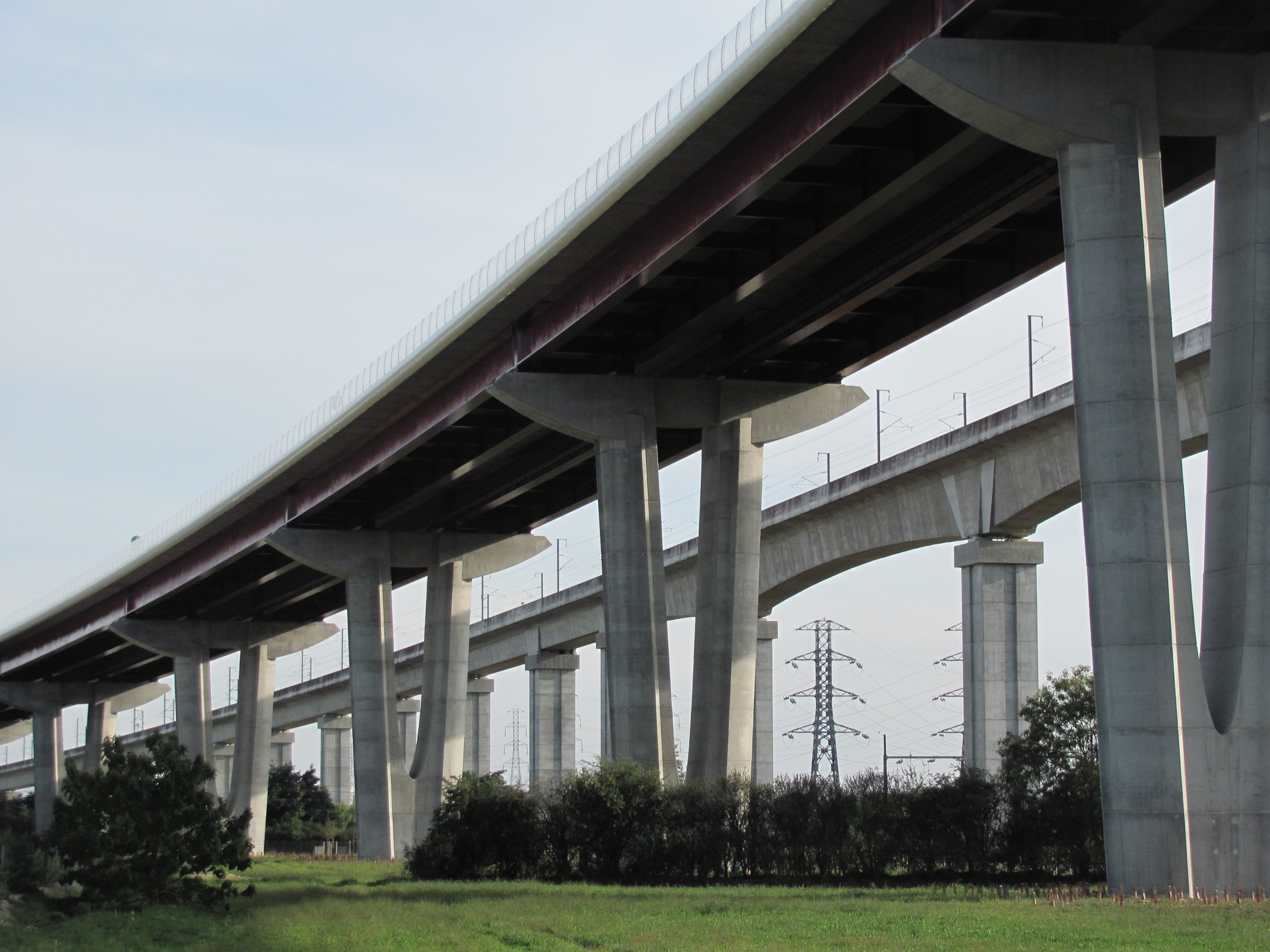
Виадук Котьер
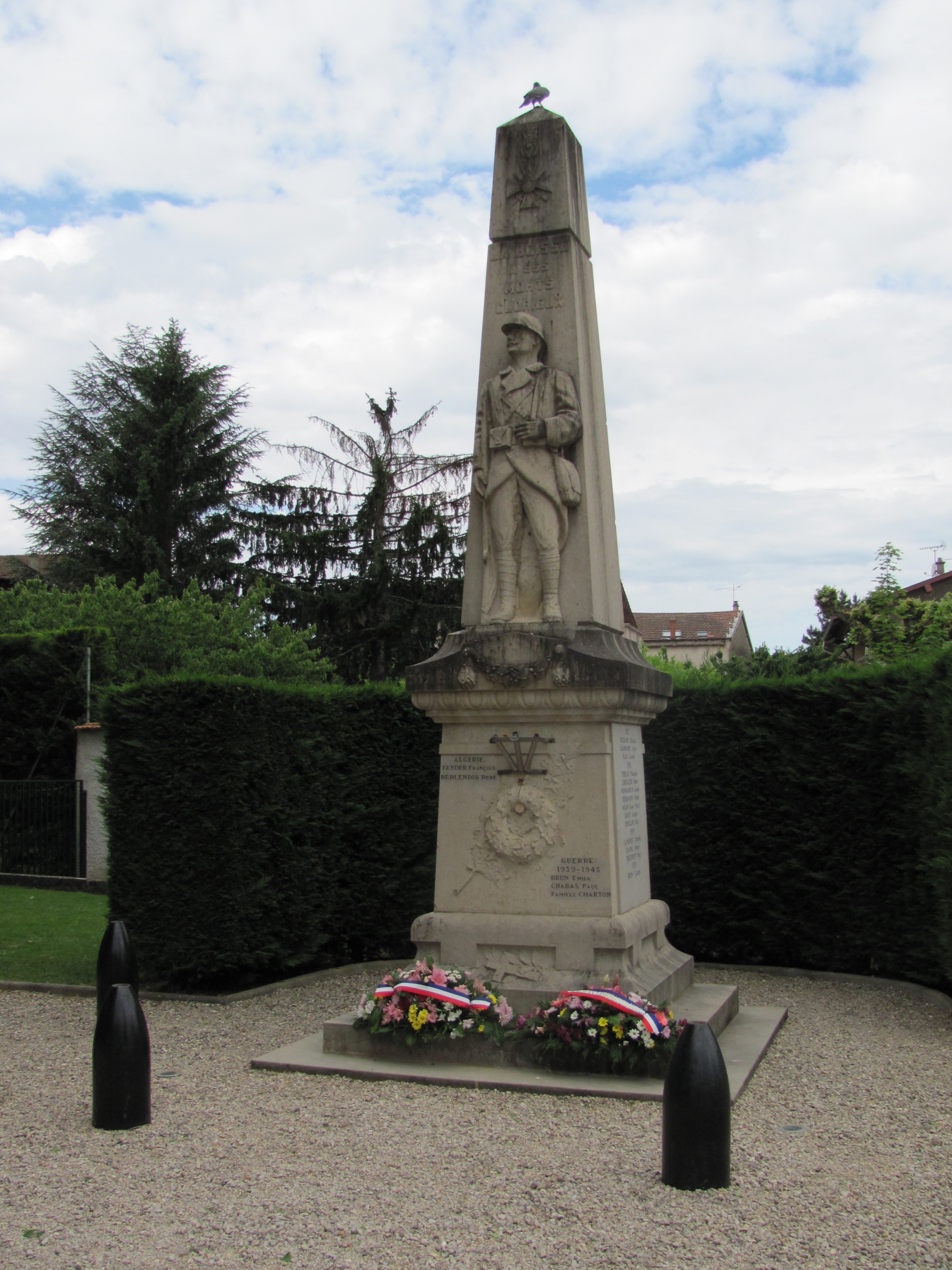
Военный мемориал
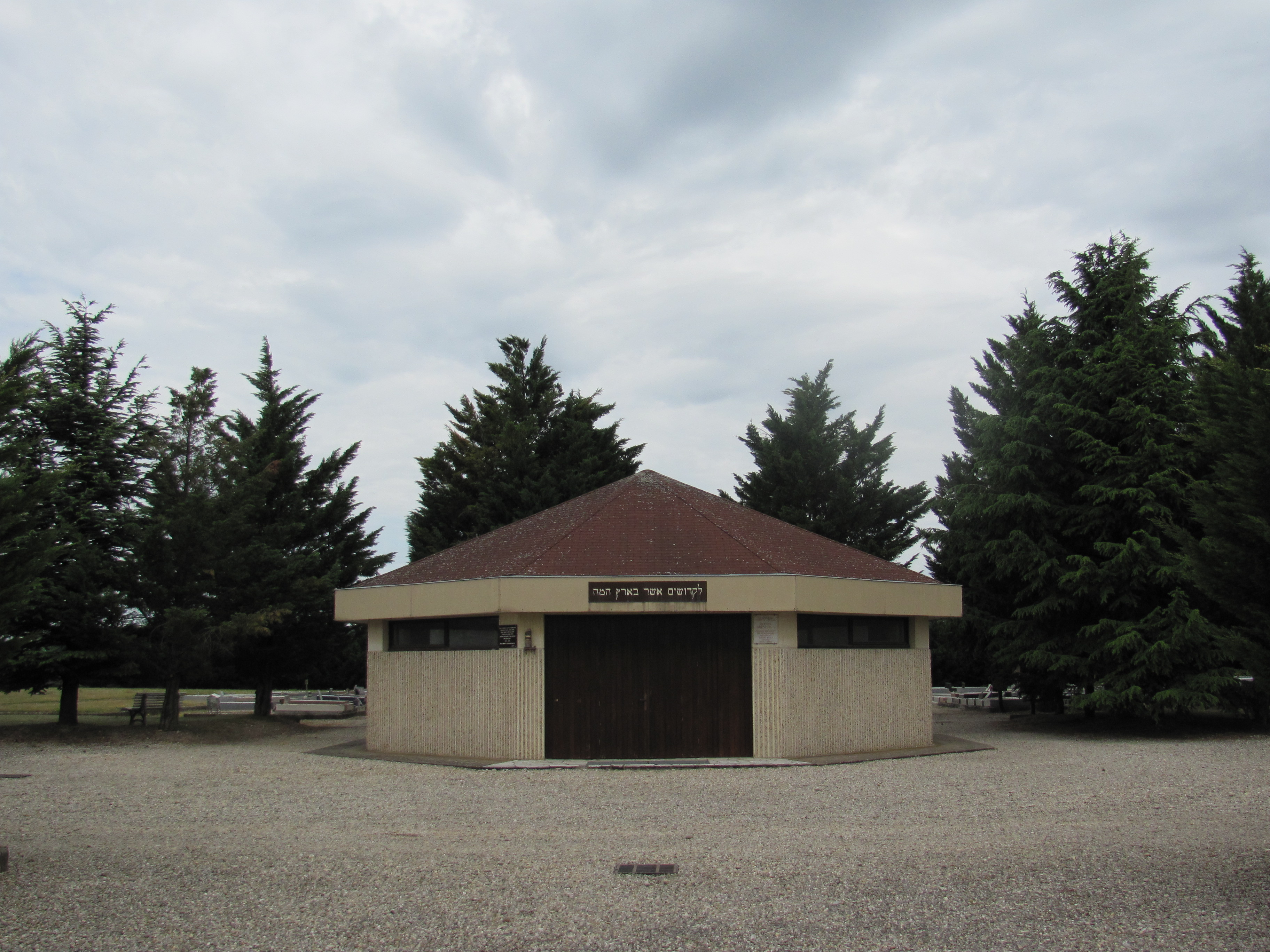
Еврейский мемориал